# Edward Phelips
Edward Phelips, född antingen 1555 eller 1560, död 11 september 1614, var en engelsk jurist och politiker. Han var den fjärde och yngste sonen till Thomas Phelips av Montacute och Elizabeth Smythe, dotter till John Smythe av Long Ashton. 
Phelips gick med i Middle Temple, ett av fyra Inns of Court, 1596 och 1601 tog han plats som parlamentsledamot för Somerset. Den 17 maj 1603 adlades han och i november samma år deltog han i rättegången mot Walter Raleigh. Phelips omvaldes som parlamentsledamot för Somerset den 11 februari 1604 och den 19 mars samma år valdes han till talman, vilket han förblev till 1611. Han hade väldigt antikatolska åsikter och dömde många romerska katoliker under sin livstid; katolicismen var nämligen inte en omtyckt religiös övertygelse i England vid tillfället. Phelips medverkade bland annat i rättegången mot krutkonspiratörerna i januari 1606. Den 14 juli 1613 utnämndes han till skogvaktare för alla skogar, parker och jaktmarker i England.